# Zec de la Rivière-de-la-Trinité
Pour les articles homonymes, voir Trinité et La Trinité.
La zec de la Rivière-de-la-Trinité est une zone d'exploitation contrôlée (zec) du territoire non organisé Rivière-aux-Outardes, dans la Manicouagan (municipalité régionale de comté), dans la région administrative de la Côte-Nord, au Québec, au Canada.

## Géographie
Ce cours d'eau qui descend en milieu sauvage du nord vers le sud, comporte 74 km de rivière accessible aux utilisateurs. Dans la partie sud de la zec, la rivière bifurque à 90 degrés vers l'Est, pour aller se déverser dans la grande baie de Baie-Trinité.
La partie sud de la rivière est facilement accessible par la route 138 laquelle longe le secteur 1 de la zec Trinité (partie sud) et aussi un segment dans le secteur 2 sur une distance de 11 kilomètres. Un chemin forestier récemment aménagé assure de manière carrossable l’accessibilité à l’autre partie du secteur 2 sur toute sa longueur jusqu’au pont du 22 milles.
La zec de la Rivière-de-la-Trinité dispose sur le bord du golfe du Saint-Laurent avec une vue magnifique sur la baie de Baie-Trinité:
- 10 chalets équipés,
- 40 sites de camping aménagés avec les trois services, ainsi que des blocs sanitaires avec laveuse sécheuse. Les sites bénéficient d'un niveau d'ombrage à environ 50%.

## Chasse et pêche
À cause du climat de la Côte-Nord, le niveau des eaux de la rivière de la Trinité peut varier considérablement. Elle se caractérise comme une «rivière à crue» à cause de ses coups d’eau fréquents. Les pêcheurs doivent tenir compte de ce comportement changeant de la rivière.
La rivière de la Trinité comporte 67 fosses de reproduction du saumon, réparties dans quatre secteurs de la zec. Dans la zec, les fosses contingentées sont dans le secteur:
- de l’estuaire, les fosses 1 et 2;
- en aval, les fosses 3 à 16.

Les fosses de la rivière présentent des caractéristiques fort différentes notamment par leur morphologie et leur dimension. La pêche récréative se pratique uniquement à gué, sauf pour un segment de la rivière où la pêche se pratique en canot, soit à partir de la fosse du 22 milles à la fosse 16. Il en est ainsi du secteur amont de la fosse 23 à la fosse 54.

## Toponymie
Le toponyme "Zec de la Rivière-de-la-Trinité" a été officialisé le 25 juin 1987 à la Banque des noms de lieux de la Commission de toponymie du Québec.